# Vitreorana ritae
Espèce
Synonymes
- Centrolene ritae Lutz in Lutz & Kloss, 1952
- Cochranella ritae (Lutz, 1952)
- Centrolenella oyampiensis Lescure, 1975
- Cochranella oyampiensis (Lescure, 1975)
- Vitreorana oyampiensis (Lescure, 1975)
- Centrolenella ametarsia Flores, 1987

Statut de conservation UICN

 DD  : Données insuffisantes
Vitreorana ritae est une espèce d'amphibiens de la famille des Centrolenidae.

## Répartition
Cette espèce se rencontre en Amazonie jusqu'à 300 m d'altitude :
- en Guyane ;
- dans l'est du Suriname ;
- au Guyana ;
- au Brésil ;
- au Pérou ;
- dans l'est de l'Équateur ;
- en Colombie.

## Description
L'holotype mesure 19 mm.

## Étymologie
Cette espèce est nommée en l'honneur de Gertrud Rita Kloss.

## Taxinomie
Vitreorana oyampiensis a été placé en synonymie par Cisneros-Heredia en 2013 . 

## Publication originale
- Lutz & Kloss, 1952 : Anfíbios anuros do alto Solimões e Rio Negro. Apontamento sôbre algumas formas e suas vicariantes. Memórias do Instituto Oswaldo Cruz, vol. 50, p. 625-678 (texte intégral).